# Championnat du monde de vitesse moto 1990
Navigation
Édition précédente Édition suivante
Le Championnat du monde de vitesse moto 1990 est la 42e saison de vitesse moto organisée par la FIM.

Ce championnat comporte quinze courses de Grand Prix, pour trois catégories : 500 cm3, 250 cm3 et 125 cm3.
La catégorie 80 cm3, qui avait remplacé la catégorie 50 cm3 en 1984, disparaît à son tour après six ans d'existence.

## Attribution des points
Les points du championnat sont attribués aux quinze premiers de chaque course :
| Classement | 1  | 2  | 3  | 4  | 5  | 6  | 7 | 8 | 9 | 10 | 11 | 12 | 13 | 14 | 15 |
| ---------- | -- | -- | -- | -- | -- | -- | - | - | - | -- | -- | -- | -- | -- | -- |
| Points     | 20 | 17 | 15 | 13 | 11 | 10 | 9 | 8 | 7 | 6  | 5  | 4  | 3  | 2  | 1  |

## Grand Prix de la saison
| N° | Course                            | Lieu           | Vainqueur 125 cm³ | Vainqueur 250 cm³ | Vainqueur 500 cm³ | Résultat |
| -- | --------------------------------- | -------------- | ----------------- | ----------------- | ----------------- | -------- |
| 1  | Grand Prix du Japon               | Suzuka         | Hans Spaan        | Luca Cadalora     | Wayne Rainey      | Résultat |
| 2  | Grand Prix des États-Unis         | Laguna Seca    | Pas de course     | John Kocinski     | Wayne Rainey      | Résultat |
| 3  | Grand Prix d'Espagne              | Jerez          | Jorge Martínez    | John Kocinski     | Wayne Gardner     | Résultat |
| 4  | Grand Prix des Nations            | Misano         | Jorge Martínez    | John Kocinski     | Wayne Rainey      | Résultat |
| 5  | Grand Prix d'Allemagne de l'Ouest | Nürburgring    | Doriano Romboni   | Wilco Zeelenberg  | Kevin Schwantz    | Résultat |
| 6  | Grand Prix d'Autriche             | Salzburgring   | Jorge Martínez    | Luca Cadalora     | Kevin Schwantz    | Résultat |
| 7  | Grand Prix de Yougoslavie         | Rijeka         | Stefan Prein      | Carlos Cardús     | Wayne Rainey      | Résultat |
| 8  | Grand Prix des Pays-Bas           | Assen          | Doriano Romboni   | John Kocinski     | Kevin Schwantz    | Résultat |
| 9  | Grand Prix de Belgique            | Spa            | Hans Spaan        | John Kocinski     | Wayne Rainey      | Résultat |
| 10 | Grand Prix de France              | Le Mans        | Hans Spaan        | Carlos Cardús     | Kevin Schwantz    | Résultat |
| 11 | Grand Prix de Grande-Bretagne     | Donington      | Loris Capirossi   | Luca Cadalora     | Kevin Schwantz    | Résultat |
| 12 | Grand Prix de Suède               | Anderstorp     | Hans Spaan        | Carlos Cardús     | Wayne Rainey      | Résultat |
| 13 | Grand Prix de Tchécoslovaquie     | Brno           | Hans Spaan        | Carlos Cardús     | Wayne Rainey      | Résultat |
| 14 | Grand Prix de Hongrie             | Hungaroring    | Loris Capirossi   | John Kocinski     | Mick Doohan       | Résultat |
| 15 | Grand Prix d'Australie            | Phillip Island | Loris Capirossi   | John Kocinski     | Wayne Gardner     | Résultat |

## Résultats de la saison

### Championnat 1990 catégorie 500 cm³
| Clas. | Pilote               | N° | Pays        | Constructeur        | Points | Victoires |
| ----- | -------------------- | -- | ----------- | ------------------- | ------ | --------- |
| 1     | Wayne Rainey         | 2  | États-Unis  | Marlboro-Yamaha     | 255    | 7         |
| 2     | Kevin Schwantz       | 34 | États-Unis  | Lucky Strike-Suzuki | 188    | 5         |
| 3     | Michael Doohan       | 9  | Australie   | Rothmans-Honda      | 179    | 1         |
| 4     | Niall Mackenzie      | 5  | Royaume-Uni | Lucky Strike-Suzuki | 140    | 0         |
| 5     | Wayne Gardner        | 10 | Australie   | Rothmans-Honda      | 138    | 2         |
| 6     | Juan Garriga         | 11 | Espagne     | Ducados-Yamaha      | 121    | 0         |
| 7     | Eddie Lawson         | 1  | États-Unis  | Marlboro-Yamaha     | 118    | 0         |
| 8     | Jean-Philippe Ruggia | 14 | France      | Gauloises-Yamaha    | 110    | 0         |
| 9     | Christian Sarron     | 3  | France      | Gauloises-Yamaha    | 84     | 0         |
| 10    | Sito Pons            | 6  | Espagne     | Campsa-Honda        | 76     | 0         |

### Championnat 1990 catégorie 250 cm³
| Clas. | Pilote           | N° | Pays                 | Constructeur | Points | Victoires |
| ----- | ---------------- | -- | -------------------- | ------------ | ------ | --------- |
| 1     | John Kocinski    | 19 | États-Unis           | Yamaha       | 223    | 7         |
| 2     | Carlos Cardús    | 4  | Espagne              | Honda        | 208    | 4         |
| 3     | Luca Cadalora    | 5  | Italie               | Yamaha       | 184    | 3         |
| 4     | Helmut Bradl     | 9  | Allemagne de l'Ouest | Honda        | 150    | 0         |
| 5     | Wilco Zeelenberg |    | Pays-Bas             | Honda        | 127    | 1         |
| 6     | Martin Wimmer    | 10 | Allemagne de l'Ouest | Aprilia      | 118    | 0         |
| 7     | Masahiro Shimizu | 6  | Japon                | Honda        | 100    | 0         |
| 8     | Jochen Schmid    |    | Allemagne de l'Ouest | Yamaha       | 92     | 0         |
| 9     | Jacques Cornu    | 3  | Suisse               | Honda        | 86     | 0         |
| 10    | Dominique Sarron |    | France               | Honda        | 78     | 0         |

### Championnat 1990 catégorie 125 cm³
| Clas. | Pilote              | N° | Pays                 | Constructeur | Points | Victoires |
| ----- | ------------------- | -- | -------------------- | ------------ | ------ | --------- |
| 1     | Loris Capirossi     | 65 | Italie               | Honda        | 182    | 3         |
| 2     | Hans Spaan          | 2  | Pays-Bas             | Honda        | 173    | 5         |
| 3     | Stefan Prein        | 7  | Allemagne de l'Ouest | Honda        | 169    | 1         |
| 4     | Doriano Romboni     |    | Italie               | Honda        | 130    | 2         |
| 5     | Dirk Raudies        |    | Allemagne de l'Ouest | Honda        | 113    | 0         |
| 6     | Jorge Martínez      |    | Espagne              | Derbi        | 105    | 3         |
| 7     | Fausto Gresini      | 8  | Italie               | Honda        | 102    | 0         |
| 8     | Bruno Casanova      | 4  | Italie               | Honda        | 97     | 0         |
| 9     | Alessandro Gramigni |    | Italie               | Aprilia      | 84     | 0         |
| 10    | Heinz Lüthi         |    | Suisse               | Honda        | 78     | 0         |